# الاحتجاجات التونسية 2021
الاحتجاجات التونسية 2021 هي سلسلة من الاحتجاجات بدأت في 15 يناير 2021 . حيث اندلعت أعمال شغب في مدن عبر تونس شهدت أعمال نهب وإحراق ممتلكات وانتشار جماعي للشرطة في عدة مدن، أسفر عن اعتقال مئات الأشخاص.
انطلقت الاحتجاجات في بلدة سليانة شمال غرب تونس إثر اعتداء الشرطة البلدية على راع.
أعلنت الحكومة حضرا صحيا شاملا لمدة أربعة أيام بين يومي 14 و17 يناير. تم خلاله حظر السفر بين المناطق، وأغلقت الحانات والمطاعم باستثناء الوجبات الجاهزة، وتم نقل الفصول الجامعية عبر الإنترنت. واعتقل نحو ألف شخص منذ بدء المظاهرات.
أفضت هذه الإحتجاجات لاحقا إلى ما يعرف بالأزمة السياسية التونسية 2021.

## الأحداث

### يناير

#### 14 يناير
شهدت مواقع التواصل الاجتماعي بين التونسيين انتشارا سريعا وملحوظا لمقطع فيديو يوثق اعتداء عون للشرطة البلدية بسليانة على راع غنم كان قد فقد السيطرة على قطيعة الذي بلغ حديقة قريبة من مبنى حكومي.

#### 15 يناير
النيابة العمومية تفتح تحقيقا في الحادث الواقع في اليوم السابق والمتمثل في اعتداء عون للشرطة البلدية على راع غنم بعد انتشار الفيديو الذي يوثق الحادثة. كما اتخذت بلدية سليانة قرار نقلة تأديبية لعون الشرطة البلدية المعتدي.
مجموعة من المحتجين يخرجون ليلا في مدينة سليانة للتنديد بما اعتبروه اهانة وحطا من كرامة أحد مواطني المدينة ومحاولة للعودة إلى الاستبداد والقمع الذي كانت تعيشه تونس في عهد نظام بن علي.
توسعت رقعة الاحتجاجات في نفس الليلة لتشمل مناطق من بينها: الكرم الغربي، سوسة ومنزل بورقيبة أسفرت عن اعتقال 24 شخصا بتهم من بينها خرق حظر التجول وتكوين وفاق اجرامي.

#### 16 يناير
أدى كل من رئيس الجمهورية، الأمين العام لحزب العمال حمة الهمامي ووفد من الكتلة الديمقراطية بمجلس نواب الشعب زيارة للدكاترة الباحثين المعطلين عن العمل والمضربين عن الطعام في مقر وزارة التعليم العالي بتونس. تعهد رئيس الجمهورية باستقبال وفد من المضربين لمناقشة سبل حل وضعياتهم. في المقابل، تم فض اضراب الجوع.
أعلن رئيس الحكومة هشام المشيشي تحويرا وزاريا يشمل 11 وزارة هي: العدل، الداخلية، أملاك الدولة والشؤون العقارية، الشؤون المحلية والبيئة، الصحة، الصناعة والمؤسسات الصغرى والمتوسطة، الطاقة والمناجم، التكوين المهني والتشغيل والاقتصاد الاجتماعي والتضامني، الشباب والرياضة، الفلاحة والصيد البحري والموارد المائية، الثقافة وتثمين التراث. كما تقرر التخلي عن خطة كاتب الدولة للمالية والتخلي عن الوزارة المكلفة بالهيئات الدستورية والعلاقة مع المجتمع المدني، وضمّ المصالح التابعة لها إلى رئاسة الحكومة.
أشارت منظمة «أنا يقظ» إلى أن شبهات تحوم حول وزير الطاقة والمناجم المقترح وعضو حزب قلب تونس، يوسف بن تونس. وأوضحت المنظمة انه يرأس شركة Oscar Infrastructure Services التي تضم كذلك محمد الزعنوني بصفته نائب رئيس مكلف بالشؤون القانونية للشركة. وبيّنت المنظمة أن محمد الزعنوني هو الذي أشرف على إمضاء ما عرف بعقد اللوبيينق بين المرشح للانتخابات الرئاسية السيد نبيل القروي والضابط السابق في الموساد الإسرائيلي اري بن ميناشي وذلك عن طريق وسيط يدعى محمد بودربالة وأن القضية لازالت إلى حد الآن في طور التحقيق منذ سنة 2019.
انطلاق الاحتجاجات الليلة في مناطق متفرقة من بينها:سليانة، القلعة الكبرى، سيدي حسين، حي الانطلاقة، سوسة، بنزرت، المنستير، الكرم، حي التضامن، القصرين، دوار هيشر والقيروان شهدت الاحتجاجات الليلة اغلاقا للطرقات عن طريق اشعال العجلات المطاطية وحرقا لمحلات تجارية كبرى وكر وفر بين المحتجيين وقوات الشرطة أسفرت عن اعتقال 54 محتجا و471 مفتش عنهم خلال حملات أمنية في مختلف المدن التونسية.

#### 17 يناير
أدلى سياسيون من أطياف سياسية مختلفة عن رفضهم للتحوير الوزاري من بينهم عبير موسي القيادية في الحزب الدستوري الحر وسامية عبو عن الكتلبة الديقراطية بمجلس نواب الشعب التي قررت التصويت ضد التحوير الوزاري.
اتساع رقعة الاحتجاجات لتشمل تقريبا كل المدن التونسية وتمركز للجيش الوطني التونسي لحماية بعض المنشئات الحيوية والمهمة. أسفرت الاحتجاجات عن ايقاف 632 شخصا بتهم من بينها التخريب.
تخريب مقر الحزب الدستوري الحر بحمام سوسة.

#### 18 يناير
تواصل الانتقادات حول التحوير الوزاري لتشمل رئيس الاتحاد الوطني للمرأة التونسية التي اعتبرت هذا التحوير ذكوري. كما أشارت يمينة الزغلامي النائب والعضو بحزب حركة النهضة عن رفضها التصويت للتحوير الوزاري في حال لم يتراجع رئيس الحكومة هشام المشيشي عن الوزراء المقترحين الذين تحوم حولهم شبهات.
نفذ عدد من الشبان أغلبهم من الاتحاد العام لطلبة تونس واتحاد أصحاب الشهادات المعطلين عن العمل وقفة إحتجاجية في ساحة الشلي بسوسة لمساندة ما وصفوه بالحراك  المشروع والسلمي  الذي تعيش على وقعه عدد من الولايات. انتهت هذه الحركة الاحتجاجية بتفريق المحتجين باستعمال الغاز المسيل للدموع من قبل الشرطة.
دعى حزب قلب تونس إلى تطبيق القانون ضد مخترقي حالة الطوارئ وحظر الجولان.
رئيس الجمهورية قيس سعيد يقوم بزيارة فجئية للمنيهلة، أحد أهم المناطق التي شهدت احتجاجات. أكد سعيد خلال زيارته على أن الحريات حق أساسي لا يمكن المساس به ودعى المحتجين إلى عدم الانسياق في التخريب والفوضى.
تجدد التحركات الليلية وايقاف ما يقارب الـ33 محتجا.

#### 19 يناير
أصدرت 22 منظمة بيانا مشتركا تساند فيه التحركات الاحتجاجية الليلية وتستنكر فيه عمليات التخريب والفوضى.
نطمت مجموعة من المنظمات وممثلي الاحزاب والنقابات مسيرتين احتجاجيتين بمدينتي المكناسي والرقاب من ولاية سيدي وزريد للمطالبة باسقاط النظام.
دعت منظمة العفو الدولية للإفراج عن المعتقليين.
صرح رئيس الحكومة هشام المشيشي خلال اجتماع مع القيادات الأمنية بوزارة الداخلية أن الاحتجاجات الليلية وعمليات التخريب التي تتصل بها غير بريئة.
منعت الشرطة تقدم مسيرة نظمها جرحى الثورة المعتصمون بشارع الحرية والتي كانت في طريقها نحو شارع الحبيب بورقيبة أين تجمهر عدد من المحتجين المساندين للتحركات الليلية التي شهدتها البلاد. فرقت الشرطة مساءا المحتجين في شارع الحبيب بورقيبة باستعمال الغاز المسيل للدموع.
تجدد التحركات الليلية في حي التضامن، سيدي حسين، جبل جلود والقصرين. حزب المسار وحركة الشعب يحملان رئيس الحكومة هشام المشيشي مسؤولية ما وصلت اليه الأوضاع.

#### 20 يناير
عقد مجلس نواب الشعب جلسة مسائلة لوزير الدفاع إبراهيم البرتاجي حول الوضع الأمني الذي تشهده البلاد. وقد صرح الوزير خلال الجلسة أن مشاركة سكان الجهات الداخلية في التحركات الليلية بالمناطق الساحلية مرفوض وهو يؤثر على القطاع السياحي. سبب هذا التصريح تذمرا وامتعاضا من قبل عدد من النواب مما أجبر وزير الدفاع على الاعتذار وسحب الكلمة.
تحول الاحتجاجات من ليلية إلى نهارية شملت عدة ولايات من بينها: القصرين، القيروان وسوسة. طالب المحتجون بالإفراج عن المعتقلين. أهم أسباب هذا التحول في توقيت الاحتجاجات هو الاتهامات التي طالت المحتجين في وسائل التواصل الاجتماعي ووصفهم بالمخربين واعتبراهم بدون مطالب وانما السبب الوحيد للتحركات هو السرقة والاعتداء على الممتلكات.
أصدرت رئاسة الجمهورية بيانا تستنكر فيه الاتهامات التي طالت المحتجين وتستغرب من عدم الاهتمام بمطالبهم من قبل رئاسة الحكومة التي عوض ايجاد حلول للمحتجين تعاملت معهم بطرق أمنية عنيفة.
عرض النائب المستقل بمجلس نواب الشعب خلال جلسة عامة، لمناقشة الوضع الأمني والحركات الاحتجاجية، أغنية «يا حياتنا» لجماهير النادي الأفريقي الذي يعيش أزمة مادية وقامت جماهيره بتحركات احتجاجية كثيرة خلال نفس الشهر للمطالبة باقالة الهيئة المديرة. وصرح أن هذه الأغنية تعبر تعبيرا مثاليا عن مشاكل الشباب التونسي. وسبب هذا التدخل جدلا واسعا بين التونسيين في وسائل الاعلام التقليدية ووسائل الاتصال الاجتماعي.
اصابة خطيرة لأحد المحتجين بمدينة سبيلطة من ولاية القصرين انتهت بوفاته ليكون أول القتلى خلال هذه الاحتجاجات.
تجدد الاحتجاجات الليلية على اثر اعلان خبر وفاة الشاب في مدينته سبيطلة وفي الكرم. انتهت هذه التحركات بايقاف 16 محتجيين.

#### 21 يناير
دعى عبد الكريم الهاروني القيادي بحزب حركة النهضة أنصار الحزب لمعاضدة جهود الشرطة والحرس الوطني في التصدي لعمليات النهب والتخريب المصاحبة للتحركات الاحتجاجية الليلية. عقب هذا التصريح ندد حزب العمال وحزب المسار هذه الدعوى واعتبروها دعوة للفتنة والتقاتل بين التونسيين. من جهة أخرى، عبرت نقابة الحرس الوطني عن رفضها لأي مبادرة لمعاضدت مجهوداتهم الأمنية.

## الأطراف المساندة
| الطرف                                              | مساندة التحركات الليلية (بيان 19 يناير) |
| -------------------------------------------------- | --------------------------------------- |
| النقابة الوطنية للصحفيين التونسيين                 | نعم                                     |
| الرابطة التونسية للدفاع عن حقوق الانسان            | نعم                                     |
| الاتحاد العام التونسي للشغل                        | نعم                                     |
| الجمعية التونسية للنساء الديمقراطيات               | نعم                                     |
| جمعية الحق في الاختلاف                             | نعم                                     |
| المرصد الوطني للدفاع عن مدنية الدولة               | نعم                                     |
| جمعية المواطنة والتنمية والثقافات والهجرة          | نعم                                     |
| جمعية فنون وثقافات بالضفتين                        | نعم                                     |
| جمعية خلق وابداع من اجل التنمية والتشغيل           | نعم                                     |
| المنظمة التونسية للوقاية من التعذيب                | نعم                                     |
| منظمة 23-10 لدعم المسار الديمقراطي                 | نعم                                     |
| جمعية مؤسسة حسن السعداوي للديمقراطية والمساواة     | نعم                                     |
| الجمعية التونسية للدفاع عن الحريات الفردية         | نعم                                     |
| اتحاد التونسيين للعمل المواطني                     | نعم                                     |
| فيدرالية التونسيين من اجل المواطنة في الضفتين      | نعم                                     |
| اصوات نساء                                         | نعم                                     |
| مركز تونس لحرية الصحافة                            | نعم                                     |
| الجمعية التونسية لمساندة الاقليات                  | نعم                                     |
| جمعية يقظة من اجل الديمقراطية في تونس              | نعم                                     |
| جمعية يقظة من اجل الديمقراطية والدولة المدنية      | نعم                                     |
| الائتلاف التونسي للالغاء عقوبة الاعدام             | نعم                                     |
| اللجنة من اجل احترام الحريات وحقوق الانسان في تونس | نعم                                     |